# Louis Simonneau
Pour les articles homonymes, voir Simoneau.
Louis Simonneau, né à Orléans le 22 mai 1654 et mort à Paris le 16 janvier 1727, est un graveur français.

## Biographie
Surnommé « le cadet », il est le frère de Charles Simonneau « l’aîné ».
Il est reçu académicien le 29 mai 1706 grâce à son interprétation du Portrait de M. de Charmoys d'après Sébastien Bourdon.

Œuvres de Louis Simonneau
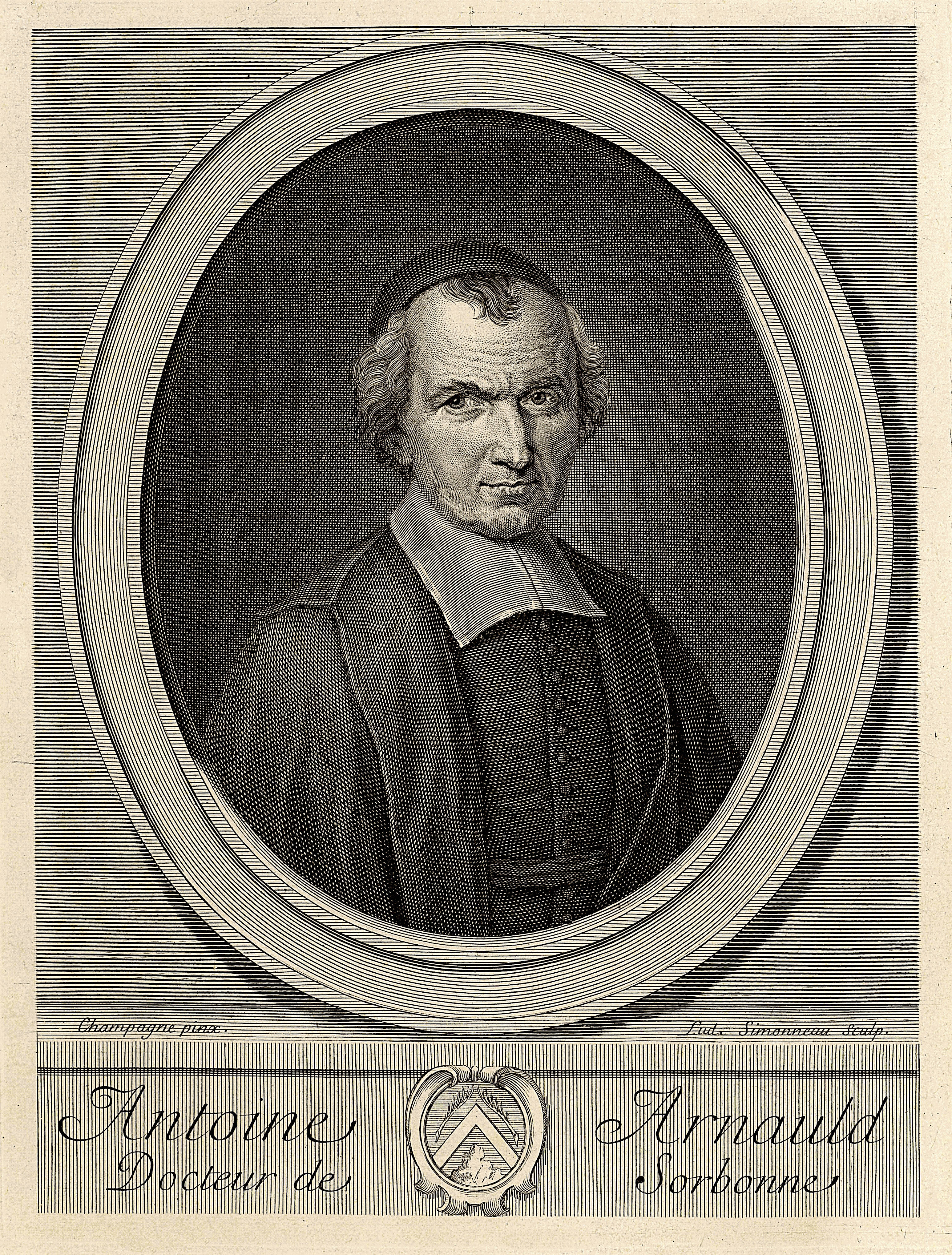
Antoine Arnauld (1696), d'après Philippe de Champaigne.
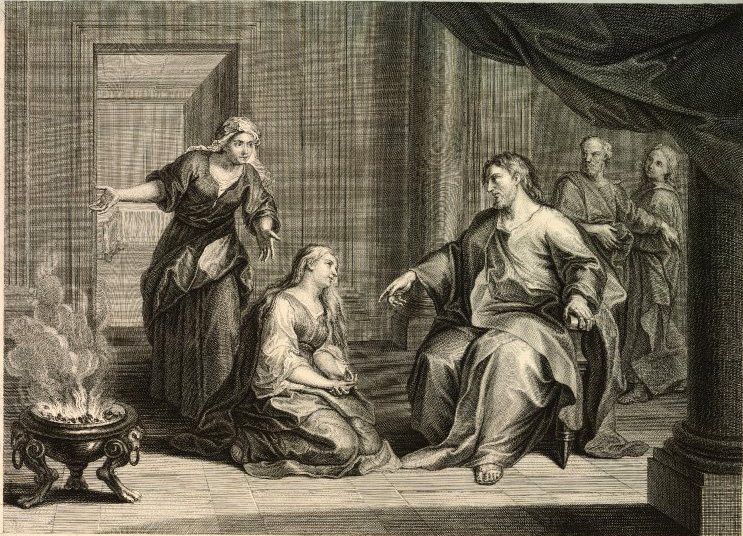
Visite de Jésus à Marie et Marthe, d'après Antoine Coypel.
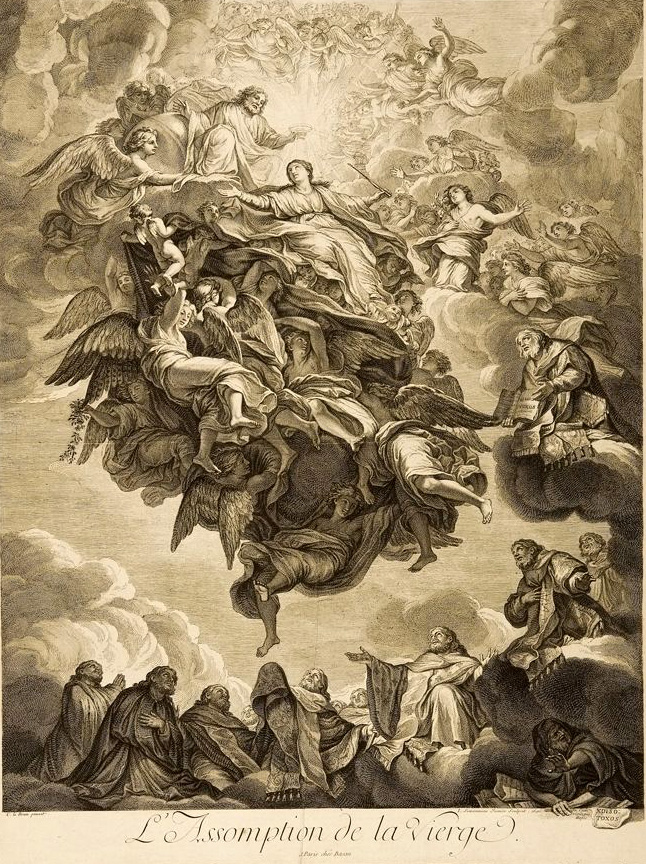
L'Assomption de la Vierge, d'après Charles Le Brun.